# Ivan Maradin
Ivan Maradin ist ein früherer slowenischer Bogenbiathlet.
Ivan Maradin erreichte seinen größten internationalen Erfolg, als er an der Seite von Andrej Zupan, Vid Vončina und Matej Krumpestar hinter den Vertretungen aus Russland und der Ukraine die Bronzemedaille im Staffelrennen der Bogenbiathlon-Weltmeisterschaften 2003 in Krün gewann. Danach startete bei den Bogenbiathlon-Weltmeisterschaften 2004 in Pokljuka, wo er 20. des Massenstarts sowie 21. des Sprints wurde, das Verfolgungsrennen aber nicht beendete. 2007 wurde Maradin in Moskau 14. des Massenstarts und des Sprints, beendete sein Verfolgungsrennen jedoch nicht. Im Einzel wurde er Elfter.

## Belege
1. ↑  WM 2007 Massenstart (Seite nicht mehr abrufbar, festgestellt im November 2022. Suche in Webarchiven)  Info: Der Link wurde automatisch als defekt markiert. Bitte prüfe den Link gemäß Anleitung und entferne dann diesen Hinweis. (PDF; 210 kB)
2. ↑  WM 2007 Sprint (Seite nicht mehr abrufbar, festgestellt im November 2022. Suche in Webarchiven)  Info: Der Link wurde automatisch als defekt markiert. Bitte prüfe den Link gemäß Anleitung und entferne dann diesen Hinweis. (PDF; 212 kB)
3. ↑  WM 2007 Verfolgung (Seite nicht mehr abrufbar, festgestellt im November 2022. Suche in Webarchiven)  Info: Der Link wurde automatisch als defekt markiert. Bitte prüfe den Link gemäß Anleitung und entferne dann diesen Hinweis. (PDF; 209 kB)
4. ↑  WM 2007 Einzel (PDF; 213 kB)

| Personendaten    | Personendaten              |
| ---------------- | -------------------------- |
| NAME             | Maradin, Ivan              |
| KURZBESCHREIBUNG | slowenischer Bogenbiathlet |
| GEBURTSDATUM     | 20. Jahrhundert            |